# セサル・フェランド
セサル・フェランド・ヒメネス（César Ferrando Jiménez、1959年7月25日 - ）は、スペイン・バレンシア州タベルネス・デ・ラ・バイディグナ出身の元サッカー選手、現サッカー指導者。ポジションはミッドフィールダーだった。CFラ・ヌシア監督。

## 選手経歴
バレンシア州のタベルネス・デ・ラ・バイディグナに生まれ、地元の強豪クラブ、バレンシアCFのリザーブチームでキャリアをスタートさせた。1981年4月26日、ラ・リーガのUDラス・パルマス戦にてトップチームデビューを果たした。また、バレンシアはこのシーズンにUEFAスーパーカップ優勝を達成している。
バレンシアにて3シーズンを過ごした後、UDサラマンカ、CEサバデルと渡り歩き、後者では1シーズンのみプリメーラでプレーしたが、シーズン7試合出場と苦しい結果に終わった。サバデル退団以降は主にセグンダ・ディビシオンB以下のクラブで選手キャリアを送り、1991年にオンティニエンテCFで現役を引退した。

## 指導者経歴
フェランドは地元のアマチュアクラブ、UDタベルネスで指導者キャリアをスタートさせた。1997年にはCFガンディアを3シーズン率いた。また、2000年から2シーズン指揮を執ったバレンシアBでは、クラブをセグンダ・ディビシオンB昇格に導いている。
2002年にアルバセテ・バロンピエの監督に就任すると、1シーズン目にクラブをプリメーラ・ディビシオンへと昇格させ、2シーズン目となった1部の舞台でもクラブを残留させるなど、アルバセテのプリメーラ残留に大きく貢献した。
2004年、アルバセテでの手腕を買われ、アトレティコ・マドリードの指揮を執ることになった。クラブのの期待はカップ戦出場権獲得だったが、フェランドが率いたアトレティコはリーグ11位に終わり、シーズン終了後の5月に、クラブの期待に添えなかったことで解任された。アトレティコを退団後は古巣アルバセテに復帰し、2シーズン監督を務めた。
2007-08シーズンからはセグンダのジムナスティック・タラゴナの監督に就き、2012年にはエルチェCFを率いた。しかし、いずれのクラブでも結果を残せず、2013年に自身初となる国外クラブを率いることになった。ジョホール・ダルル・タクジムFCでは1シーズン監督を務め、シーズン終了後に同クラブのスポーツディレクターになった。
2016年3月11日、スペインに帰国し、3度目となるアルバセテ監督就任が発表された。残留が目標だったが、就任後13試合で6敗と勝ち点を積み上げられずに解任された。2018年7月21日、インディアン・スーパーリーグのジャムシェードプルFC監督就任が決まった。

## タイトル

### 選手
バレンシアCF
- UEFAスーパーカップ : 1回 (1980)

### 指導者
CFガンディア
- セグンダ・ディビシオンB : 1回 (1999-00)

アルバセテ・バロンピエ
- ラ・リーガ昇格 : 1回 (2002-03)